# کلار (طبرستان)

نقشه‌ای از حدود طبرستان. کلار در غرب نقشه و در حدود رویان مشخص است.

کِلار (kelār) از شهرهای بومی و تاریخی طبرستان است. که نامش در منابع تاریخی سده‌های نخست اسلامی و آثار جغرافی نگاران به عنوان شهری آباد و یکی از پایگاه‌های اسپهبدان طبرستان آمده‌است. موقعیت جغرافیایی آن در منطقه کوهستانی و هم‌مرز با دیلم خاصه، مطابق با کلاردشت در مازندران امروزی بوده‌است.

## دوران باستان
استان مازندران پیش از اسلام، تپورستان (به پهلوی: ) نامیده می‌شد که برگرفته از نام قوم تپوری (به یونانی: Τάπυροι) می‌باشد که پس از اسلام قوم طبری نام گرفتند و سرزمینشان طبرستان نامیده شد.
به گفته واسیلی بارتلد، تپوری‌ها در قسمت جنوب شرقی ولایت سکونت داشتند و در قید اطاعت هخامنشیان درآمده بودند. بعدها در زمان حمله مقدونیان به ایران، تپور ها که در قسمت شرقی سکونت داشتند مغلوب اسکندر مقدونی و بعد مغلوب اشکانیان شدند و اشکانیان در قرن دوم قبل از میلاد مسیح آنها را در حوالی رگا(ری) سکونت دادند و اراضی سابق تپورمپوریان به تصرف آماردها درآمد و بطلمیوس در شرح دیلم یعنی قسمت شرقی گیلان در ساحل دریای هیرکانی(خزر) فقط از مردم تپوری نام می‌برد. به گفته مجتبی مینوی قوم تپوری و آمارد در سرزمین مازندران می‌زیستند و تپوری ها در ناحیه کوهستانی مازندران و آماردها جلگه‌ای مازندران سکونت داشتند. در سال ۱۷۶ ق.م فرهاد اول اشکانی قوم آمارد را به ناحیه خوار کوچاند و تپوری ها تمام ناحیه مازندران را فرو گرفتند و تمام ولایت به اسم ایشان تپورستان نامیده شد.

## وجه تسمیه

### کِلار
شهرهای آمل، چالوس، کلار، سعیدآباد و رویان جزئی از سرزمین قوم تپوری بودند. کِلار (kelār) شهری در غرب طبرستان و در ناحیه رویان و رستمدار بوده و به گفته مورخین صدر اسلام فاصله ناتل تا چالوس یک منزل و فاصله چالوس تا کلار یک منزل و فاصله کلار تا دیلم یک منزل بوده است. همچنین کلار نام دژی در فراسوی رود چالوس در کنار رود سردآبرود بوده که مرز‌های کوهستانی رویان و طبرستان را از حمله دیلمیان محفوط می‌داشت. شهر کلار در دوران اسپهبد شهریار سال ۱۳۶ هجری مرکز رویان و مرکز بخش کوهستانی طبرستان بوده است. شهر کلار و چالوس در سال ۱۴۴ قمری توسط عمر بن علاء عامل خلافت عباسی فتح شد. نخستین بار در قرن سوم نام کَلار به عنوان ناحیتی در طبرستان در متون تاریخی ثبت شده است.
ابن خردادبه شهرهای ساریه، آمل و چالوس را جز شهرهای جلگه‌ای طبرستان و شهرهای رویان و کلار را جز شهرهای کوهستانی طبرستان دانسته‌است.
ابن خردادبه می‌نویسد: در طبرستان شهرهای رویان، آمل، ساریه، شالوس، لارز، شرز، طمیس، دهستان، کلار، گیلان و بدشوارگر می‌باشد. اصطخری مورخ قرن سوم می‌نویسد: آمل، ناتل، سالوس، کلار، رویان، میله، برجی، چشمهٔ‌الهم، ممطیر، ساری، مهروان، لمراسک و تمیشه در شمار طبرستان است. ابن رسته مورخ قرن سوم، طبرستان از جانب مشرق به گرگان و قومس و از طرف مغرب به دیلم و از طرف شمال به دریا و از طرف جنوب به به بعضی از نواحی قومس و ری محدود می‌شود. به گفته ابن رسته مراکز و بخش‌های طبرستان چهارده تا است و خورهٔ آمل که کرسی و مرکز آن ناحیت است و شهرهایش عبارتند از: ساری و مامطیر و تُرنجه و روُبست و میله و مرارکدیه (کدح) و مِهروان و طَمیس و تَمار و ناتل و شالوس و رویان و کلار.
واژه کِلار (kelār) دگرگون گشته واژه کَلاک (kalāk) و کَلات (kalāt) در مفهوم قلعه هست که در زبان مازندرانی به صورت کَلا (kelā) (kalā) و کُلا (kolā) تلفظ می شود و در مفهوم دژ و آبادی مجهز به جایگاه دفاعی می باشد و این واژه در اکثر نام روستاهای مازندران از تنکابن تا گرگان دیده می شود.

### کِلارستاق
کلارستاق منطقه ای دهستانی ساحلی و کوهستانی در طبرستان و رستمدار است که از دو بخش غربی و شرقی تشکیل شده و به مرکزیت رود سرداب‌رود از هم جدا می‌شوند. بخش کلارستاق شرقی تا رود چالوس و کلارستاق غربی تا رود پلنگاب‌رود که به ترتیب کلارستاق را از بخش‌های کجور و لنگا جدا می‌کنند، امتداد دارد.
کلارستاق از جنوب توسط ارتفاعات تخت سلیمان و کندوان در کوه‌های البرز مرکزی از طالقان جدا می‌شود. نخستین بار در قرن هشتم اولیاءالله آملی در کتاب تاریخ رویان نام کلارستاق را به عنوان ناحیتی آباد در رستمدار طبرستان ثبت نموده‌است که تحت حاکمیت نصیرالدوله شهریار حاکم رستمدار بوده است. نصیرالدوله شهریار با لشکرکشی به گیلان، گرجیان، دیلمان و اشکور، موجب آبادانی رستمدار شد و تا تیمجان رودسر در قلمرو او بود. 

### کِلاردشت
کِلاردشت (kelārdašt) نام ناحیتی کوهستانی در غرب مازندران در منطقه رستمدار و کلارستاق می باشد. نخستین بار در قرن نهم ظهیرالدین مرعشی در کتاب تاریخ طبرستان و رویان و مازندران نام کلاردشت را به عنوان ناحیتی در مازندران به صورت کلاره‌دشت ثبت نموده است.

## موقعیت کلار در طبرستان
از کلار به عنوان یکی از شهرهای طبرستان یاد شده است. 
ابن رسته مورخ قرن سوم، طبرستان از جانب مشرق به گرگان و قومس و از طرف مغرب به دیلم و از طرف شمال به دریا و از طرف جنوب به به بعضی از نواحی قومس و ری محدود می‌شود. به گفته ابن رسته مراکز و بخش‌های طبرستان چهارده تا است و خورهٔ آمل که کرسی و مرکز آن ناحیت است و شهرهایش عبارتند از: ساری و مامطیر و تُرنجه و روُبست و میله و مرارکدیه (کدح) و مِهروان و طَمیس و تَمار و ناتل و شالوس و رویان و کلار.
اصطخری می‌نویسد: آمل، ناتل، سالوس (چالوس)، کلار، رویان، میله، برجی، چشمهٔ‌الهم، ممطیر، ساری، مهروان، لمراسک و تمیشه در شمار طبرستان است.
ابن حوقل در وصف طبرستان می نویسد: بزرگترین شهر طبرستان شهر آمل و در زمان ما حاکم نشین آنجاست. از پلور تا آمل یک منزل است و از آمل به شهر میله دو فرسخ و از میله تا تریجی دو فرسخ و از تریجی به ساری یک منزل و از ساری تا استرآباد چهار منزل و از استرآباد تا گرگان دو منزل راه است و از آمل تا ناتل یک منزل و از ناتل تا چالوس یک منزل و به سمت دریا تا عین الهم یک منزل است. ابن حوقل می نویسد: شهرهای آمل، شالوس (چالوس)، کلار، رویان، میله، تریجی، عین الهم، مامطیر، ساریه و طمیسه جز ولایت طبرستان است.
مقدسی نیز در احسن التقاسیم فی معرفة الاقالیم «جرجان، طبرستان، دیلمان و جیلان» را در اقلیم پنجم عالم معرفی کرده‌است. مقدسی همچنین طبرستان را دارای کوه‌های بسیار و باران فراوان، وصف کرده و آمل را مرکز طبرستان و چالوس، مامَطیر، تُرنجَه، ساریه، تمیشه و… را از شهرهای طبرستان دانسته‌است. به نقل از حدود العالم تمیشه، لمراسک، ساری، مامطیر، تریجی، میله، آمل ، الهم، ناتل، رودان، چالوس و کلار در شمار طبرستان هستند. به گزارش مولف حدود العالم ناتل، رودان، چالوس و کلار شهرک هایی‌اند اندر کوه و شکستگی‌ها و این ناحیتی است هم از طبرستان و لکن پادشاهی دیگر است و پادشاه آن استندار خوانند. ابوالقاسم بن احمد جیهانی در کتاب اشکال‌العالم می نویسد: از شهرهای طبرستان: آمل، ناتل، سالوس (چالوس)، کلارودان، عین‌الهم، مامطیر، ساری، تمیشه، استرآباد، جرجان، آبسکون و دهستان است. راه آمل به دیلم، آمل تا ناتل از آنجا تا سالوس و از آنجا تا کلار و از آنجا تا دیلم است. رابینو می‌نویسد: وسعت دیلم تا بیش از یک منزلی مغرب ناحیه کلار طبرستان نبوده‌است. حمزه اصفهانی مورخ قرن سوم در کتاب سنی ملوک الارض و الانبیا می نویسد: طبرستان دارای کوره های بسیار بود که یکی از آنها سرزمین دیلم است و ایرانیان دیلمیان را اکراد طبرستان می‌نامیدند چنانکه عربان مردم عراق را اکراد سورستان می‌خواندند.
ابن اسفندیار طبرستان را از شرق تا غرب، محدود به دینارجاری تا ملاط دانسته، که معادل تقریبی کردکوی و رودسر کنونی هستند. ابن اسفندیار در کتاب تاریخ طبرستان از شهرهای طبرستان که دارای جامع و مصلی بودند چنین نام می برد: به هامون آمل، ساری، مامطیر، رودبست، تریجه، میله، مهروان، اهلم، پای‌دشت، ناتل، کنو، شالوس (چالوس)، بیخوری، لمراسک، طمیش و به کوهستان کلار، رویان، نمار، کجویه، ویمه، شلنبه، وفاد، الجمه، شارمام، لارجان، امیدوارکوه، پریم و هزارگری.
ظهیرالدین مرعشی در کتاب تاریخ طبرستان و رویان و مازندران می‌نویسد: حد طبرستان از طرف شرقی دیناره‌جاری و از طرف غربی ملاط که آن قریه شهر هوسم که اکنون به فرضه روده‌سر اشتهارد دارد. حد مازندران از طرف شرقی بیشه انجدان می‌باشد و از طرف غربی ملاط می‌باشد. حد گرگان حالیا که به استرآباد مشهور است و اصلا دهستان میگفتند شرقی دیناره جاری است که حد شرقی تمام طبرستان است و غربی انجدان که حد شرقی مازندران است. به گفتهٔ ظهیرالدین مرعشی مازندران بخشی از طبرستان است و سرزمین طبرستان، گرگان و مازندران هر دو را در بر می‌گرفت.

## تاریخ
پژوهشگران باستان‌شناس بر این باورند که شهر کلار در دوره اسلامی به عنوان مرکز فرمانروایان اسلامی کلار در محوطه ای بالغ بر ۲۵ هکتار که امروزه در زبان طبری به شهر دِلِه (Shahr-e Dele) به معنای «محوطه واقع شده درون شهر» نامیده می‌شود، با فاصله اندکی از بقایا و موقعیت جغرافیایی شهر کلار دوره ساسانی در فاصله یک و نیم کیلومتری محور شمالی تپه کلار و در مجاورت حریم شمالی رودخانه سرد آبرود بنا شده بود. هرچند که این شهر در میانه سده سوم هجری مرکز شکل‌گیری قیام علویان طبرستان بر ضد طاهریان بوده‌است. در منابعی چون «المسالک و الممالک» ابن خردادبه و «البلدان» ابن فقیه و «مسالک و ممالک» اصطخری و صورة الارض ابن حوقل و کتاب حدود العالم از کلار به عنوان یکی از شهرهای آباد طبرستان یاد شده‌است. در حدود العالم آمده‌است: «ناتل و چالوس و روذان و کلار، شهرک‌هایی اند اندر کوه‌ها و شکستگی‌ها و این ناحیتی است هم از طبرستان … و کلار و چالوس بر حدی است میان دیلم خاصه و طبرستان … و ایشان را هیچ شهری با منبر نیست و شهرشان کلار است و چالوس»
در آثار مورخانی چون ابن اسفندیار و اولیاالله آملی و طبری نیز در روایت رخدادهای طبرستان در دوره اسلامی بارها از شهر کلار و اسپهبدان، مرزبانان و بازرگانانی که از این منطقه و شهر برخاسته اند، یاد کرده‌اند. پژوهشگران تغییر نام شهر تاریخی کلار به کلارستاق و کلاردشت به عنوان یک منطقه را دال بر کاهش اهمیت شهری و جایگزینی اهمیت منطقه ای آن در طبرستان دانسته‌اند. اهمیت موقعیت شهر تاریخی کلار به عنوان سرحد دیلم خاصه و طبرستان و نیز وجود راه ارتباطی دره چالوس با نواحی آن سوی رشته کوه البرز به ویژه ری در دوران آغازین اسلامی چنان بوده که در سده دوم اسلامی، شاهزادگان دودمان پادوسبانیان طبرستان از این شهر به عنوان پایگاه قدرت خود بهره ببرند. نام کلار در رخدادهای مهم طبرستان چون شورش طبرستان یا همان شورش همگانی اسپهبدان و مردم طبرستان که بسال‌های ۱۶۹ و ۱۸۱ هجری قمری که به کشتار گسترده والیان عرب خلیفه عباسی انجامید و همچنین در شورش مازیار به سال ۲۲۴ هجری قمری، به عنوان نقش آفرینان آن رخدادها آمده‌است. در سال ۲۵۰ هجری قمری کلار نخستین محل ورود و بیعت حسن بن زید در طبرستان بود و بدین گونه رخداد تشکیل دولت شیعی علویان در طبرستان رقم خورد.

## در کتب تاریخی و جغرافی
در مسالک و الممالک اصطخری آمده‌است: آمل و ناتل و سالوس (چالوس) و کلار و رویان و میله و برجی و چشمه الهم و ممطیر و ساری و مهروان و لمراسک و تمیشه در شمار طبرستان است
در حدود العالم آمده‌است: «ناتل، چالوس، رودان، کلار، شهرک‌هایی اند اندر کوه‌ها و شکستگی‌ها و این ناحیتی است هم از طبرستان لکن پادشاهی دیگر و پادشاه او را استندار خوانند، حد وی از حدود ری تا دریا بکشد و کلار و چالوس بر حدیست میان دیلمان خاصه و طبرستان و این چالوس بر کران دریاست و کلار اندر کوهست... دیلمان ناحیتست دیلم خاصه کی از این ناحیت باشند میان طبرستان و جبال و گیلان و دریاء خزران نهاده‌است … ایشان را ده ناحیت است خُرد چون لترا، وارپوا، لنکا، مرد، جالک رود، کرک رود، دینار رود، جود اهنجان، ملان رودبار، هوسم … ایشان را هیچ شهری با منبر نیست و شهر شان کلار است و چالوس....گیلان ناحیست جدا میان دیلمان و آذربادگان و دریای خزران...»
مولانا اولیاالله آملی در کتاب تاریخ رویان در ذکر ملوک استندار یا همان اسپهبدان پادوسبان طبرستان آورده‌است: و به زبان طبری «استان» کوه را گویند. پس معنی استندار ملک جبال باشد یعنی حاکم و پادشاه کوه، همچنانکه ملوک باوند را در آن عهد ملک الجبال خوانندی، پس معنی استندار نیز همان باشد.
چراغعلی اعظمی سنگسری در باب حدود رویان که کلار در آن واقع شده بود اینچنین آورده‌است: نویسندگان اسلامی همچون ابن خردادبه، ابن فقیه، ابن رسته، اصطخری، یاقوت، دمشقی، عبدالمومن از قرن سوم تا هشتم هجری در کتاب‌های مسالک و ممالک و بلدان و حدود العالم از رویان یاد کرده و حدود آن را نگاشته‌اند که چنین خلاصه می‌شود «ناحیه ایست شامل کوه و دشت در مغرب خاک طبرستان میان رودخانه چالوس و کرج از یک طرف و رودخانه هراز از طرف دیگر و کوه‌های توچال در شمال ری، شامل شهرهای ناتل، چالوس، کلار، سعید آباد، کجه یا کجور حاکم نشین رویان از شمال به دریا از جنوب به کوه‌های ری از غرب به چالوس و کلار و از شرق به دهکده ناتل رستاق محدود بوده‌است. کوه‌های رویان را به اعتبار فرمانروایان پادوسبانی آن که در آغاز اسپهبد و بعد استندار نامیده می‌شدند، ناحیه استندار می‌گفتند. از قرن هفتم به بعد در کتاب‌های جغرافیا و تاریخ از رویان بنام رستمدار یاد شده که شکل منحرف شده استندار است و حدود خاک آن را در دشت و زمین‌های هموار تا نمکاوه رود پیش برده‌اند. رابینو می نویسد: دیلم نام طایفه‌‌ای است که در ناحیه کوهستانی جنوب شرقی سفیدرود زندگی می‌کردند و وسعت این ناحیه تا بیش از یک منزلی مغرب ناحیه کلار طبرستان نبوده است.